# Lijst van afleveringen van WKRP in Cincinnati
Dit is een lijst met afleveringen van de Amerikaanse televisieserie WKRP in Cincinnati. De serie telt 4 seizoenen. Een overzicht van alle afleveringen is hieronder te vinden.

## Seizoen 1
| Nr. | Titel aflevering             | Uitzenddatum VS   |
| --- | ---------------------------- | ----------------- |
| 1   | Pilot: Part 1                | 18 september 1978 |
| 2   | Pilot: Part 2                | 25 september 1978 |
| 3   | Les on a Ledge               | 2 oktober 1978    |
| 4   | Hoodlum Rock                 | 9 oktober 1978    |
| 5   | Hold Up                      | 16 oktober 1978   |
| 6   | Bailey's Show                | 23 oktober 1978   |
| 7   | Turkeys Away                 | 30 oktober 1978   |
| 8   | Love Returns                 | 6 november 1978   |
| 9   | Mama's Review                | 15 januari 1979   |
| 10  | A Date with Jennifer         | 22 januari 1979   |
| 11  | The Contest Nobody Could Win | 29 januari 1979   |
| 12  | Tornado                      | 5 februari 1979   |
| 13  | Goodbye Johnny               | 19 februari 1979  |
| 14  | Johnny Comes Back            | 26 februari 1979  |
| 15  | Never Leave Me, Lucille      | 5 maart 1979      |
| 16  | I Want to Keep My Baby       | 12 maart 1979     |
| 17  | Commercial Break             | 26 maart 1979     |
| 18  | Who Is Gordon Sims?          | 2 april 1979      |
| 19  | I Do, I Do... for Now        | 23 april 1979     |
| 20  | Young Master Carlson         | 30 april 1979     |
| 21  | Fish Story                   | 28 mei 1979       |
| 22  | Preacher                     | 4 juni 1979       |

## Seizoen 2
| Nr. | Titel aflevering              | Uitzenddatum VS   |
| --- | ----------------------------- | ----------------- |
| 1   | For Love or Money: Part 1     | 17 september 1979 |
| 2   | For Love or Money: Part 2     | 24 september 1979 |
| 3   | Baseball                      | 15 oktober 1979   |
| 4   | Bad Risk                      | 22 oktober 1979   |
| 5   | Jennifer Falls in Love        | 22 oktober 1979   |
| 6   | Carlson for President         | 5 november 1979   |
| 7   | Mike Fright                   | 12 november 1979  |
| 8   | The Patter of Little Feet     | 26 november 1979  |
| 9   | Baby, If You've Ever Wondered | 3 december 1979   |
| 10  | Bailey's Big Break            | 10 december 1979  |
| 11  | Jennifer's Home for Christmas | 17 december 1979  |
| 12  | Sparky                        | 24 december 1979  |
| 13  | God Talks to Johnny           | 31 december 1979  |
| 14  | A Family Affair               | 7 januari 1980    |
| 15  | Herb's Dad                    | 14 januari 1980   |
| 16  | Put Up or Shut Up             | 21 januari 1980   |
| 17  | The Americanization of Ivan   | 28 januari 1980   |
| 18  | Les' Groupie                  | 4 februari 1980   |
| 19  | In Concert                    | 11 februari 1980  |
| 20  | The Doctor's Daughter         | 18 februari 1980  |
| 21  | Filthy Pictures: Part 1       | 3 maart 1980      |
| 22  | Filthy Pictures: Part 2       | 3 maart 1980      |
| 23  | Venus Rising                  | 10 maart 1980     |
| 24  | Most Improved Station         | 31 maart 1980     |

## Seizoen 3
| Nr. | Titel aflevering               | Uitzenddatum VS  |
| --- | ------------------------------ | ---------------- |
| 1   | The Airplane Show              | 1 november 1980  |
| 2   | Jennifer Moves                 | 8 november 1980  |
| 3   | Real Families                  | 15 november 1980 |
| 4   | The Baby                       | 22 november 1980 |
| 5   | Hotel Oceanview                | 29 november 1980 |
| 6   | A Mile in My Shoes             | 6 december 1980  |
| 7   | Bah, Humbug                    | 20 december 1980 |
| 8   | Baby, It's Cold Inside         | 3 januari 1981   |
| 9   | The Painting                   | 10 januari 1981  |
| 10  | Daydreams                      | 17 januari 1981  |
| 11  | Frog Story                     | 24 januari 1981  |
| 12  | Venus and the Man              | 31 januari 1981  |
| 13  | Dr. Fever and Mr. Tide: Part 1 | 7 februari 1981  |
| 14  | Dr. Fever and Mr. Tide: Part 2 | 7 februari 1981  |
| 15  | Ask Jennifer                   | 14 februari 1981 |
| 16  | I Am Woman                     | 21 februari 1981 |
| 17  | Secrets of Dayton Heights      | 28 februari 1981 |
| 18  | Out to Lunch                   | 14 maart 1981    |
| 19  | A Simple Little Wedding        | 21 maart 1981    |
| 20  | Nothing to Fear But...         | 28 maart 1981    |
| 21  | Til Debt Do Us Part            | 5 april 1981     |
| 22  | Clean Up Radio Everywhere      | 12 april 1981    |

## Seizoen 4
| Nr. | Titel aflevering               | Uitzenddatum VS  |
| --- | ------------------------------ | ---------------- |
| 1   | An Explosive Affair: Part 1    | 7 oktober 1981   |
| 2   | An Explosive Affair: Part 2    | 14 oktober 1981  |
| 3   | The Union                      | 21 oktober 1981  |
| 4   | Rumors                         | 28 oktober 1981  |
| 5   | Straight from the Heart        | 4 november 1981  |
| 6   | Who's on First?                | 11 november 1981 |
| 7   | Three Days of the Condo        | 18 november 1981 |
| 8   | Jennifer and the Will          | 25 december 1981 |
| 9   | The Consultant                 | 30 december 1981 |
| 10  | Love, Exciting and New         | 6 januari 1982   |
| 11  | You Can't Go Out of Town Again | 13 januari 1982  |
| 12  | Pills                          | 20 januari 1982  |
| 13  | Changes                        | 27 januari 1982  |
| 14  | Jennifer and Johnny's Charity  | 3 februari 1982  |
| 15  | I'll Take Romance              | 17 februari 1982 |
| 16  | Circumstantial Evidence        | 24 februari 1982 |
| 17  | Fire                           | 17 maart 1982    |
| 18  | Dear Liar                      | 24 maart 1982    |
| 19  | The Creation of Venus          | 31 maart 1982    |
| 20  | The Impossible Dream           | 7 april 1982     |
| 21  | To Err Is Human                | 14 april 1982    |
| 22  | Up and Down the Dial           | 21 april 1982    |